# Centro museale di documentazione e ricerca scientifica di paleontologia
Il Centro museale di documentazione e ricerca scientifica di paleontologia, o più comunemente Centro di documentazione paleontologico Hoplitomeryx o Centro paleontologico Hoplitomeryx, è un centro museale situato nel borgo di Scontrone in provincia dell'Aquila, ai margini del Parco nazionale d'Abruzzo, Lazio e Molise. È dedicato alla scoperta e ai ritrovamenti del giacimento fossilifero di Scontrone. Prende il nome dall'omonima specie.

## Storia
Il giacimento paleontologico del Tortoniano inferiore (Miocene superiore) si trova alle pendici del Monte Greco, a circa 1.170 m s.l.m. a nord del borgo di Scontrone. Fu scoperto nel 1991 da una guardia del Parco nazionale d'Abruzzo, Lazio e Molise che abitava a Scontrone.

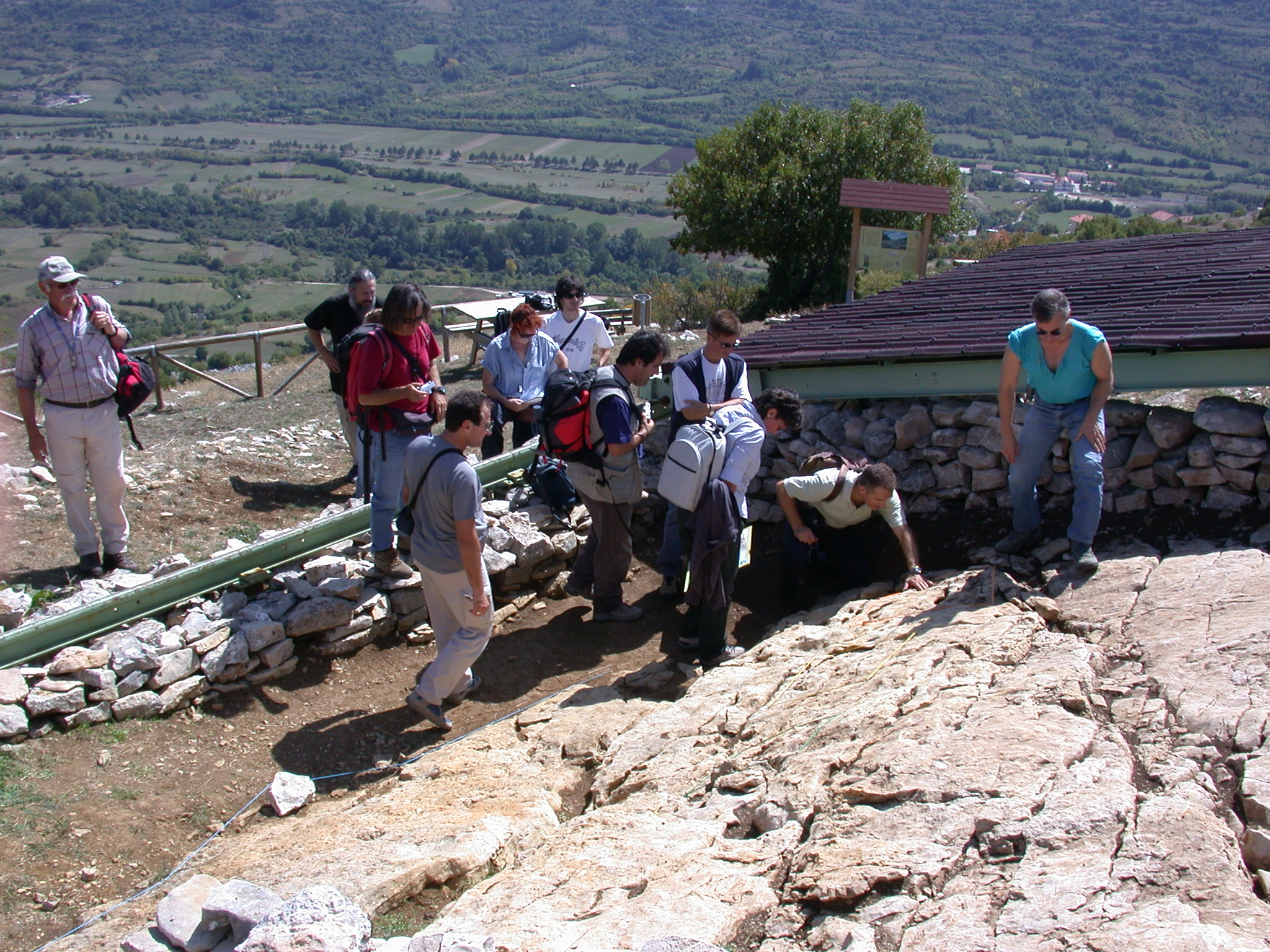
Visita al sito fossilifero nel 2006.

Le ricerche cominciarono quello stesso, anno grazie ad una collaborazione tra Ente Parco, Museo di geologia e paleontologia di Firenze, Soprintendenza per i Beni Archeologici dell'Abruzzo e Comune di Scontrone. Le ossa e i denti estratti vennero esaminati da paleontologi dell'Università di Firenze che le giudicarono una scoperta eccezionale in ambito tassonomico e paleogeografico.
Nel 1993 il giacimento è stato dichiarato di particolare interesse scientifico e protetto dal Ministero per i Beni e le Attività Culturali, ai sensi della ex legge di tutela del 1939 oggi Codice dei beni culturali e del paesaggio.
Da allora, sono state condotte varie campagne di scavo, benché il sito risulti ancora poco esplorato.
Nel 2011, a Scontrone si è tenuto un congresso internazionale di geopaleontologia dal titolo Neogene Park – Vertebrate Migration in the Mediterranean and Paratethys, seguito da due escursioni post-congresso, organizzato dal comune di Scontrone, il Dipartimento di Scienze della Terra dell'Università degli Studi di Torino, il Dipartimento di Scienze della Terra dell'Università degli Studi di Firenze, il Dipartimento di Scienze della Terra dell'Università di Pisa e la Soprintendenza per i Beni Archeologici dell'Abruzzo con l'obiettivo di promuovere un confronto interdisciplinare nell'analisi delle migrazioni di vertebrati neogenici nel Mediterraneo e nella Paratetide.
Vista la rilevanza delle scoperte e a finalità divulgative e di ricerca, nel 2003 è stato aperto il Centro museale di documentazione e ricerca scientifica di paleontologia con un primo nucleo espositivo, ampliato nel 2006 al piano inferiore. Nel 2015 il centro è stato collegato al sentiero geologico ambientale e corredato di una guida al sito fossilifero.

## Descrizione
Al centro museale sono esposti i reperti più significativi provenienti dal geosito di Scontrone. Nel 2008, la collezione era composta da 470 ossa di artiodattili primitivi appartenenti a sei specie del genere Hoplitomeryx da cui prende nome il centro. Tra i reperti, alcune lastre di calcare fossilifero recuperate fin dai primi scavi.
Al piano inferiore, accessibile ai portatori di handicap motori, sono conservati numerosi fossili; alle pareti sono esposti pannelli informativi sulla fauna fossile locale e un diorama ricostruisce gli antichi ambienti miocenici.
Al piano superiore il percorso prosegue con la sezione della storia geologica dell'Appennino, la sala dedicata ai reperti di Scontrone e una saletta didattica.
Il Centro è inoltre dotato di una postazione multimediale.
Per completare la visita, è raggiungibile il sito paleontologico vero e proprio grazie ad un sentiero geologico ambientale di circa 800 m, fornito di pannelli didattici che illustrano la storia del paesaggio naturale e antropico. Nel sito è possibile anche visitare un settore del giacimento predisposto per l'osservazione diretta dei resti fossili.

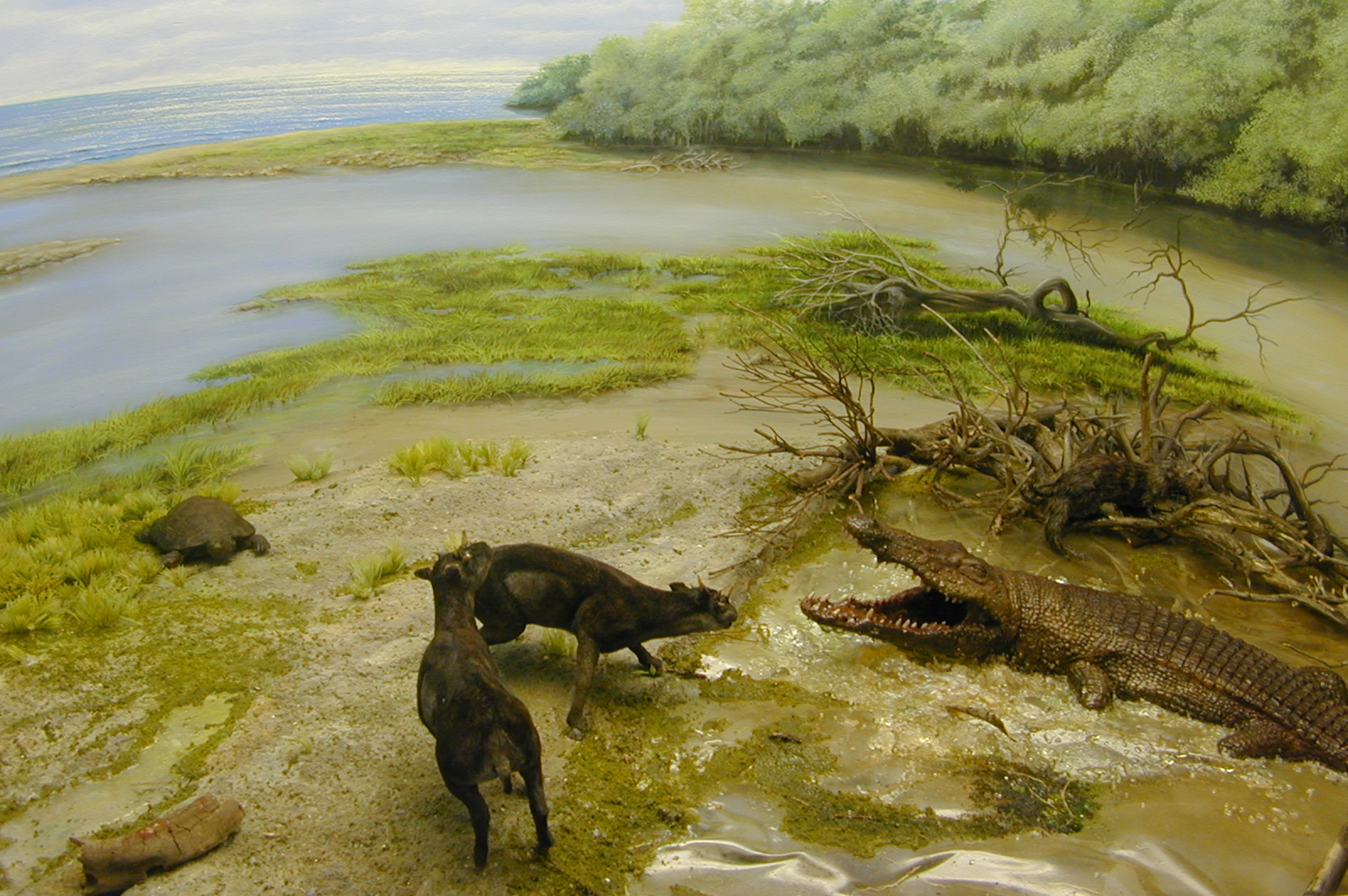
Dettaglio del diorama.
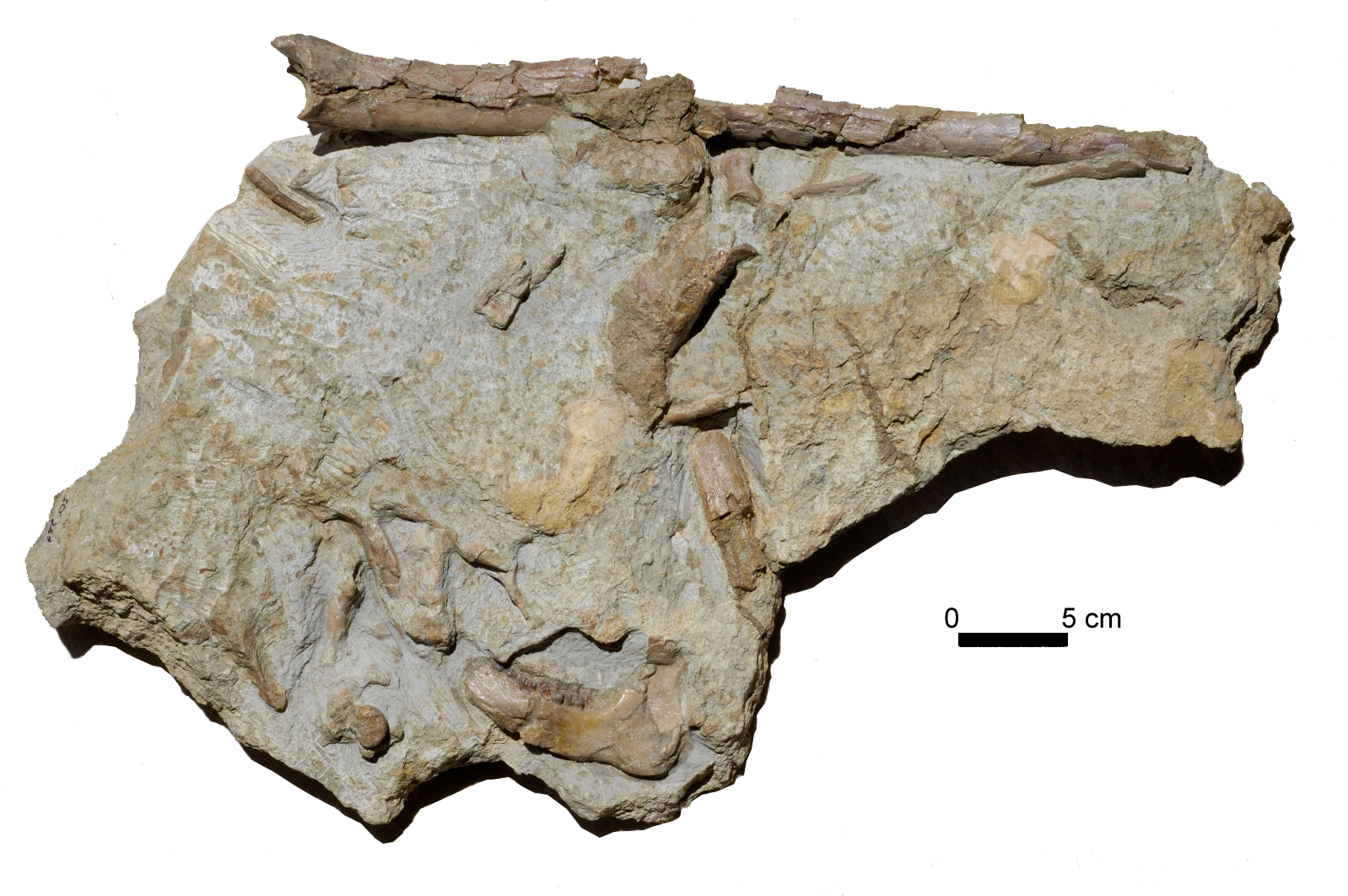
Lastra di calcare fossilifero.
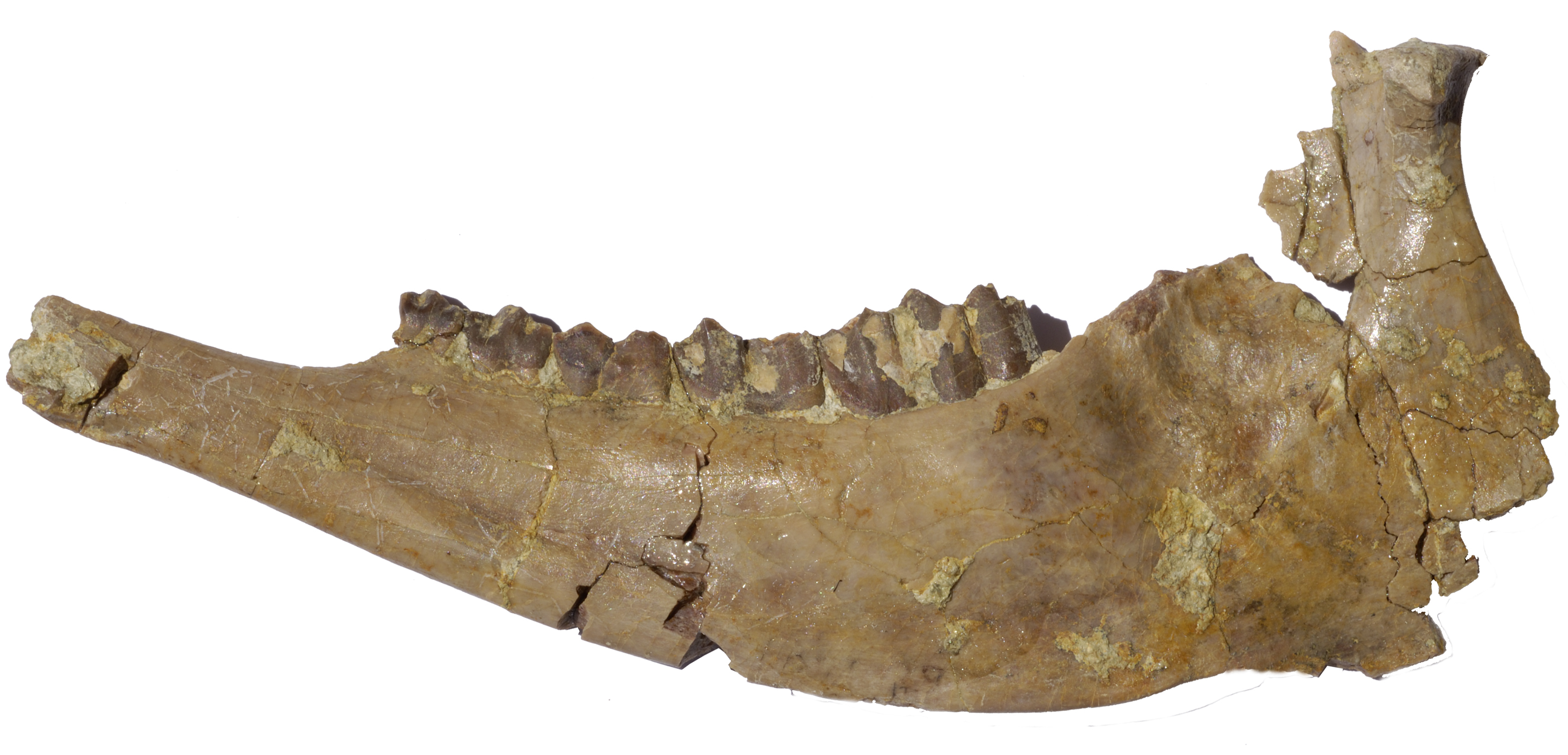
Mandibola di Hoplitomeryx.

## Fossili
Il geosito, incluso nella formazione delle Calcareniti di Scontrone, è un ambiente deposizionale di laguna costiera, probabilmente in prossimità di una foce fluviale. si caratterizza per l'eccezionale presenza di ossa e denti appartenenti a vertebrati terrestri concentrati in calcareniti e marne databili a circa 10 milioni di anni fa.

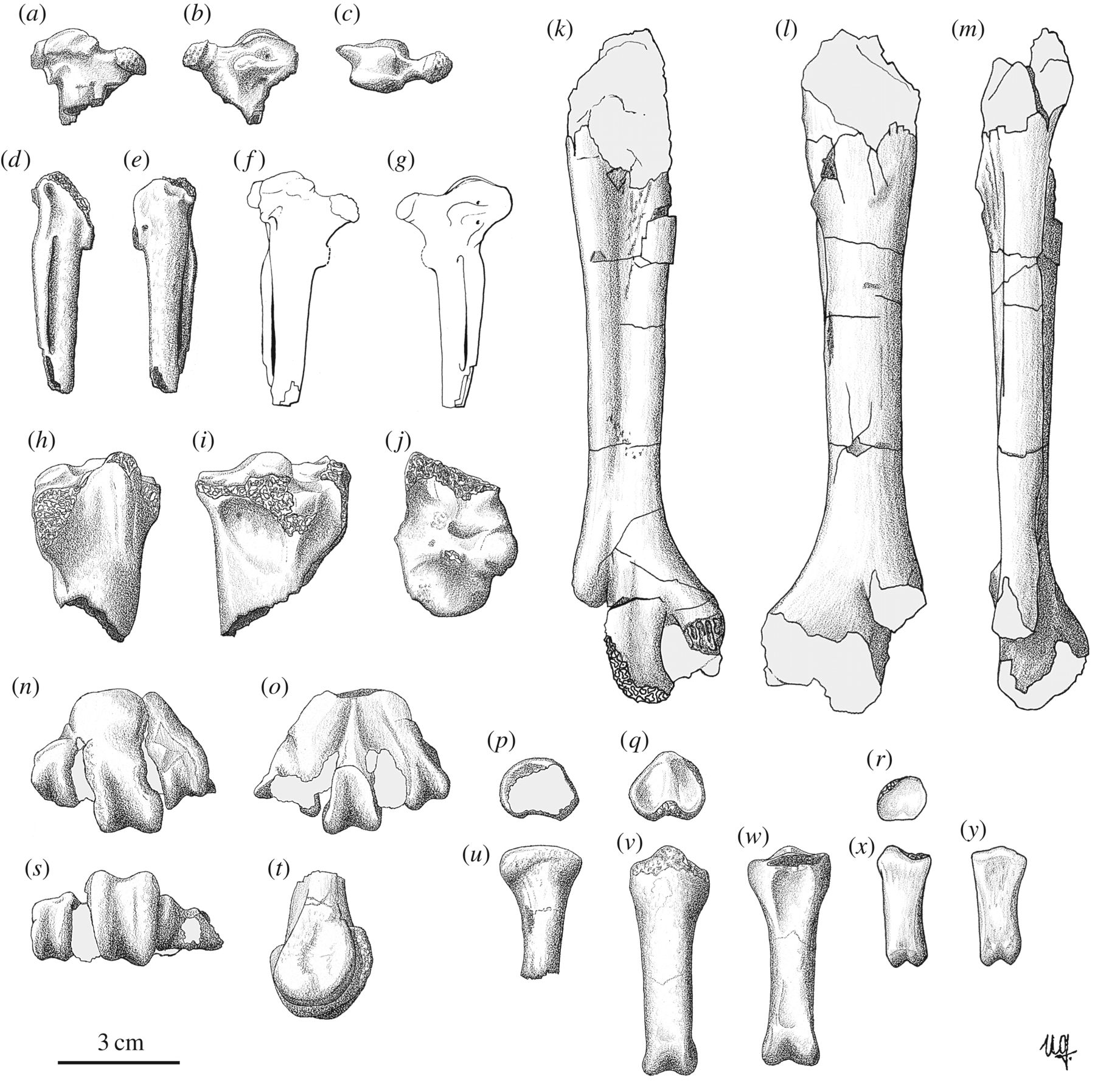
Disegni delle ossa di Garganornis ballmanni (Meijer, 2014): i reperti k ed m, tarso-metatarso destro, provengono dal sito del tardo Miocene di Scontrone.

Nel corso degli anni sono state recuperate anche moltissime ossa di hoplitomerycidi che attestano la presenza di diverse specie, nonché di un insettivoro gigante primitivo, il Deinogalerix, presente anch'esso con più specie. La presenza di acqua sia dolce che salmastra e di un clima caldo umido subtropicale è confermata dai ritrovamenti di tartarughe palustri e di coccodrilli. Gran parte dei frammenti di guscio di tartaruga appartengono al genere Mauremys, attualmente estinto in Italia, ma che sopravvive nelle penisole Iberica e Balcanica, nonché in aree extraeuropee, altri resti di dimensioni maggiori sono riferibili ad una testuggine terrestre di media taglia, che non è ancora stata identificata. Il rinvenimento di una mandibola di coccodrillo conferma la presenza di Crocodylus, un genere di origine africana che è stato ritrovato in Europa in soli tre siti del Miocene: in Toscana, sul Gargano e a Scontrone.
Ritrovamenti simili anche se più recenti, sono stati rinvenuti nel Gargano, in Puglia. La presenza di elementi faunistici comuni indica l'esistenza di una terra emersa fra l'Abruzzo e la Puglia che rimase isolata per più di 4 milioni di anni dopo che i colonizzatori vi si furono stanziati, un'ipotesi avvalorata anche da evidenze geologiche. Le faune terrestri hanno colonizzato l'area provenendo dall'Europa centrale o dall'Asia, passando dai Balcani ed infine raggiungendo l'antica terra apulo-abruzzese attraverso una striscia di terra emersa nell'Adriatico, all'incirca dove oggi si trovano le isole Tremiti.
I fossili del giacimento paleontologico di Scontrone sono conservati, oltre che al Centro paleontologico Hoplitomeryx, al Museo dei fossili di San Valentino in Abruzzo Citeriore.